# Euterpe (revue musicale)
Pour les articles homonymes, voir Euterpe (homonymie).
Euterpe est une revue musicale fondée en 2009 et publiée par l’association Les Amis de la musique française.

## Présentation
Fondée en 2009 et dirigée depuis janvier 2016 par le compositeur et musicologue Étienne Kippelen, Euterpe est une revue semestrielle, dotée d’un comité scientifique, qui se consacre à l'étude de la musique française de 1870 à nos jours.